# Kudahuvadhoo
Kudahuvadhoo est la plus grande ville de l'atoll Nilandhe Sud, aux Maldives. En janvier 2014, sa population était de 3 580 habitants. On y trouve une vieille mosquée.
Kudahuvadhoo se trouve à environ 180km de Malé, la capitale du pays.